# GoldSrc引擎
GoldSrc是一款由Valve公司开发的用于戰慄時空游戏的游戏引擎，它是基於著名游戏雷神之锤系列的雷神之锤引擎（也有部分是參考雷神之锤II引擎）重新开发，包括其人工智能模块是重新开发的。

埃立克·约翰逊解释了这个名字的来源：
当我们临近半衰期发布的日子的时候（不到1周了），我们发现还有一些重要工作没完成。但是我们不能冒险检查代码然后更新游戏了。我们突然发现VSS的代码中有两个文件夹$/Goldsrc和$/Src。这是一年以前我们建立的两个分别叫作Goldsource和Source的文件夹。最后我们决定，把已经成熟的部分放到Goldsrc文件夹中，一些有挑战性的新技术革新放到Src文件夹里面。当我们需要在E3上面展示半衰期2的时候，我们把它的引擎称为Source引擎，自然而然地，原来那个引擎，我们就定名为“Goldsrc引擎”。

## 使用GoldSrc引擎的遊戲

### Valve遊戲
- 戰慄時空 （Half-Life，1998年）
- 戰慄時空：正面交鋒 （Half-Life: Opposing Force，1999年）
- 戰慄時空：關鍵時刻 （Half-Life: Blue Shift，2001年）
- 絕地要塞 （Team Fortress Classic，2001年）
- 絕對武力 （Counter-Strike，2000年）
- 絕對武力：一觸即發 （Counter-Strike: Condition Zero，2004年）
- 決勝之日 （Day of Defeat，2003年）

### 非Valve遊戲
- 絕對武力Online （Counter-Strike Online，韓國NEXON重製，2008年）
- Cry of Fear